# Carl Tersmeden (1876–1962)
Carl August Tersmeden, född den 9 oktober 1876 i Ytterhogdals församling, Jämtlands län, död den 17 januari 1962 i Stockholm, var en svensk militär. Han var svärfar till Bror Ramel och Stig af Klercker.
Tersmeden blev underlöjtnant vid Västmanlands regemente 1897, löjtnant där 1901 och kapten vid generalstaben 1909, vid Skaraborgs regemente 1915. Han var stabschef vid I. arméfördelningen 1917–1920 och souschef vid lantförsvarets kommandoexpedition 1922–1927. Tersmeden befordrades till major vid generalstaben 1917, vid Södra skånska infanteriregementet 1920, till överstelöjtnant vid generalstaben 1922 och till överste i armén 1926. Han var sekundchef för Svea livgarde 1928–1936. Tersmeden invaldes som ledamot av Krigsvetenskapsakademien 1923. Han blev riddare av Svärdsorden 1918, kommendör av andra klassen av samma orden 1929 och kommendör av första klassen 1932. Tersmeden vilar på Solna kyrkogård.